# Tătărăștii de Sus
Tătărăștii de Sus là một xã thuộc hạt Teleorman, România. Dân số thời điểm năm 2002 là 3371 người.